# Marion Rialet
Marion Rialet (ur. 13 marca 1987 r. w Annemasse) – francuska wioślarka.

## Osiągnięcia
- Mistrzostwa Świata Juniorów – Banyoles 2004 – czwórka podwójna – 6. miejsce[1].
- Mistrzostwa Świata U-23 – Glasgow 2007 – dwójka podwójna – 9. miejsce[1].
- Mistrzostwa Świata U-23 – Račice 2009 – dwójka podwójna – 3. miejsce[1].
- Mistrzostwa Europy – Brześć 2009 – ósemka – 6. miejsce[1].